# Sân bay Quảng Ngãi
Sân bay Quảng Ngãi là sân bay quân sự kiêm dân sự và căn cứ quân sự cũ trước năm 1975 của Thủy quân lục chiến Mỹ và Không lực Việt Nam Cộng hòa nằm cách Quảng Ngãi khoảng 4 km về phía tây.

## Lịch sử
Các phân đội thuộc Phi đội Không yểm Chiến thuật 20 (20th TASS) sử dụng máy bay Cessna O-1 Bird Dog và sau là loại máy bay Cessna O-2 Skymaster đều đóng quân tại Quảng Ngãi.
Tháng 9 năm 1965, sân bay này được dùng làm căn cứ tập kết cho Chiến dịch Piranha.
Vào cuối tháng 1 năm 1966, Tiểu đoàn 2, Trung đoàn 9 Thủy quân lục chiến đã sử dụng sân bay này làm căn cứ tập kết cho Chiến dịch Double Eagle. Tháng 3 năm 1966, Thủy quân lục chiến Mỹ và Quân lực Việt Nam Cộng hòa (QLVNCH) sử dụng căn cứ này để chi viện cho Chiến dịch Utah.:109–10 Đến cuối năm 1966, một khẩu đội gồm 4 khẩu lựu pháo 155mm của Tiểu đoàn 4, Trung đoàn 11 Thủy quân lục chiến đã đóng quân tại sân bay này nhằm yểm trợ hỏa lực cho Sư đoàn 2 QLVNCH.:280
Tháng 2 năm 1967, Thủy quân lục chiến cho lập một căn cứ hậu cần tại sân bay nhằm chi viện cho Chiến dịch Desoto.
Đầu tháng 4 năm 1967, MACV ra chỉ thị khởi động kế hoạch Lực lượng Đặc nhiệm Oregon. Kế hoạch này bao gồm việc điều động những toán biệt kích Lục quân đến khu vực Chu Lai, cho phép Sư đoàn 1 Thủy quân lục chiến di chuyển lên phía bắc đến Đà Nẵng để yểm trợ Sư đoàn 3 Thủy quân lục chiến ở phía bắc Quân đoàn I.:78 Đến tháng 9 năm 1967, Lực lượng Đặc nhiệm Oregon trở thành Sư đoàn 23 Bộ binh, đảm trách phòng thủ toàn tỉnh Quảng Ngãi.:79
Sáng sớm ngày 31 tháng 1 năm 1968, sân bay và thị xã Quảng Ngãi bị Quân Giải phóng tấn công trong khuôn khổ cuộc Tổng tiến công và nổi dậy Tết Mậu Thân. Cuộc tấn công này đã bị đẩy lùi với tổn thất 56 lính QLVNCH và ước tính hơn 500 lính Quân Giải phóng bị tiêu diệt.

## Hiện tại
Sân bay này hiện nay không còn được sử dụng nữa, nhưng vẫn có thể nhìn thấy rõ trên hình ảnh vệ tinh.